# Дон Гарсия Наваррский (пьеса)
«Дон Гарси́я Нава́ррский, или Ревни́вый принц» (фр. Dom Garcie de Navarre ou le Prince Jaloux), героическая комедия Мольера в пяти актах.
Премьера состоялась 4 февраля 1661 г. в театре Пале-Рояль в Париже. Считается наиболее неудачной пьесой Мольера. При жизни автора пьеса не издавалась. Первое издание осуществлено Лагранжем и Вино́ в 1682 г. в седьмом томе Полного собрания сочинений Мольера. Первый перевод на русский язык сделан Н.Бражным в 1910 г.

## История создания
В 1660 г. Мольер лишается сцены в Пти-Бурбон, некоторые из оставшихся без работы актёров покидают труппу, чтобы продолжить карьеру в театре Бургундский отель. Сам Мольер, пресытившись успехом в фарсовом репертуаре, вновь решил попробовать себя в героическом амплуа. Для нового спектакля Мольер сочиняет новую пьесу в испанском стиле, работу над которой он начал двумя годами раньше, использовав в неё сюжет пьесы итальянца Джачинто Андреа Чиконьини «Счастливая ревность принца Родриго», которая, в свою очередь основана на пьесе «Дон Гарсия Наваррский» неизвестного испанского автора.
Премьеру играют 4 февраля 1661 г. на сцене театра в Пале-Рояль, которую Людовик XIV предоставляет труппе Мольера вместо разрушенного театра в Пти-Бурбон.
Постановка заканчивается полным провалом. Мольер, ставя героическую комедию, заступает на территорию Бургундского отеля, но при этом в актёрской игре и декламации отказывается от высокого стиля, которым гордились актёры Бургундского отеля. Прециозный стиль пьесы, александрийский стих, пространные монологи, однообразная интрига и отсутствие динамики в развитии действия противоречил естественной игре, предложенной Мольером. Спектакль выдержал лишь 7 представлений, собрав при этом рекордно низкие для театра Мольера сборы (третий спектакль 8 февраля собрал 168 ливров, а на последнем спектакле 17 февраля сборы составили лишь 70 ливров против 600 на премьерном спектакле 4 февраля). 29 сентября 1662 г. «Дон Гарсия Наваррский» был сыгран для королевского двора в Пале-Рояль, 29 сентября 1663 г. в Шантийи и в октябре того же года дважды в Версале. Следующее представление этой пьесы Мольера состоялось только 26 февраля 1871 года на сцене театра Комеди Франсез.
Лучшие фрагменты текста из «Дона Гарсия Наваррского» Мольер позднее включил в свои комедии «Мизантроп», «Тартюф» и «Амфитрион».

## Действующие лица и первые исполнители
- Дон Гарсия Наваррский, принц Наваррский, влюблённый в донну Эльвиру
- Донна Эльвира, принцесса Леонская
- Дон Альфонс, принц Леонский, принимаемый за принца Кастильского, дона Сильва
- Донна Инесса, графиня, влюблённая в дона Сильва
- Дон Морега́, похититель Леонского престола, влюблённый в донну Инессу
- Элиза, доверенная донны Эльвиры
- Дон Альвар, доверенный дона Гарсиа, возлюбленный Элизы
- Дон Лопе, доверенный дона Гарсиа, влюблённый в Элизу
- Дон Педро, конюший Инессы
- Паж донны Эльвиры

Роль Дон Гарсия на премьере играл Мольер, но уступил эту роль ещё до последних спектаклей. Донну Эльвиру играла Мадлена Бежар, получившая за эту роль беспощадную критику, — публика не приняла стареющую Бежар в роли юной принцессы. Вопреки некоторым мнениям, Тереза Дюпарк не играла в этом спектакле Донну Эльвиру. Предположительно, она играла травестийную роль донны Инессы. Дюпарк играл дона Лопе, а Лагранж дона Альфонса.

## Сюжет
Действие происходит в Асторге, испанском городе в королевстве Леон, на фоне борьбы за Леонский престол.
Принц дон Гарсия Наваррский влюблён в донну Эльвиру, и она отвечает ему взаимностью, но ревнивый нрав принца смущает её. Раз за разом дон Гарсия ищет встречи с донной Эльвирой, чтобы признать свою слабость и просить прощения, но раз за разом их встреча заканчивается новым приступом ревности.
Дон Сильва освобождает Леон от власти дона Морега и в награду должен получить руку донны Эльвиры. Но оказывается, что под маской дона Сильвы скрывался дон Альфонс, брат донны Эльвиры. Дон Альфонс берёт в жёны донну Инессу, а дон Гарсиа получает руку донны Эльвиры, примирившейся с его ревностью.